# Heliodiaptomus phuthaiorum
Heliodiaptomus phuthaiorum is een eenoogkreeftjessoort uit de familie van de Diaptomidae. De wetenschappelijke naam van de soort is voor het eerst geldig gepubliceerd in 2004 door Sanoamuang.